# Rhipidomys latimanus
Rhipidomys latimanus är en däggdjursart som först beskrevs av Robert Fisher Tomes 1860.  Rhipidomys latimanus ingår i släktet Rhipidomys och familjen hamsterartade gnagare. IUCN kategoriserar arten globalt som livskraftig. Inga underarter finns listade i Catalogue of Life.
Arten förekommer med flera från varandra skilda populationer i Colombia, Ecuador, Peru och Panama. Den lever i regioner som ligger 450 till 3000 meter över havet. Habitatet utgörs av ursprungliga skogar. Individerna är aktiva på natten och lever utanför parningstiden ensam. Troligen kan honor para sig hela året.